# Khobi
Khobi (in georgiano ხობი?) è un comune della Georgia, situato nella regione di Samegrelo-Zemo Svaneti.